# 南甘露中學
南甘露中學（École Secondaire South Kamloops Secondary School，SKSS）是加拿大不列颠哥伦比亚省坎卢普斯一所8-12年级学校。它成立于1904年，当时名为坎卢普斯高中（Kamloops High School），并于1952年迁至现址。2003年，约翰彼得森中学和坎卢普斯中学合并，學校名稱定為南甘露中學。